# علم نفس تناول اللحوم
علم نفس تناول اللحوم مجال معقد من الدراسة يوضح التقاء الأخلاق والعواطف والإدراك والسمات الشخصية. يشير البحث في العوامل النفسية والثقافية لتناول اللحوم إلى وجود علاقة مع الذكورة، ودعم القيم الهرمية، والحد من الانفتاح على التجارب. يُمارس تناول اللحوم على نطاق واسع ولكنه يرتبط في بعض الأحيان بالتناقض، نظرًا لذلك استخدِم لدراسة حالة في علم النفس الأخلاقي لتوضيح نظريات التنافر المعرفي وعدم الالتزام الأخلاقي. يتعلق البحث في علم نفس مستهلك اللحوم بالتسويق لصناعة اللحوم وبأنصار خفض استهلاك اللحوم على حد سواء.

## علم نفس المستهلك
اللحوم طعام بشري مهم ومفضل للغاية. تهم مواقف الأفراد تجاه اللحوم علماء نفس المستهلكين، وصناعة اللحوم، ودعاة تخفيض استهلاك اللحوم. يمكن أن تتأثر هذه المواقف بقضايا السعر، والصحة، والذوق، والأخلاق. يؤثر ارتباط اللحوم بهذه القضايا على استهلاكها.
اللحوم تقليديًا غذاء عالي المستوى. قد يرتبط بالتقاليد الثقافية وله ارتباطات إيجابية قوية في معظم أنحاء العالم. ومع ذلك يكون لها أحيانًا صورة سلبية بين المستهلكين، ويرجع ذلك جزئيًا إلى ارتباطها بالذبح والموت والدم. قد يقلل الاحتفاظ بهذه الارتباطات من مشاعر السرور الناجمة عن تناول اللحوم ويزيد الاشمئزاز منها، مما يؤدي إلى انخفاض استهلاكها. وفي الغرب، تبين أن هذه التأثيرات صحيحة خاصةً بين الشابات. ربما تحفز الارتباطات السلبية المستهلكين لجعل اللحوم أقل وضوحًا في وجباتهم الغذائية بدلاً من تقليلها أو إزالتها، على سبيل المثال وضع اللحوم كمكون في طبق معالج. يشار إلى أن هذا نتيجةً للفصل بين أدوار الأفراد كمستهلكين وكمواطنين.
أفيد بأن المواقف الضمنية إزاء اللحوم تتفاوت تفاوتًا كبيرًا بين النباتيين ومتنوعي التغذية، ويحتفظ متنوعو التغذية بوجهات نظر أكثر إيجابية. ربما يعبر النباتيون إما عن الاشمئزاز أو الحنين (نوستالجيا) عند التفكير في تناول اللحوم. يمكن صياغة سلوك المستهلك تجاه اللحوم من خلال التمييز بين تأثيرات العوامل الجوهرية (خصائص المنتج المادي نفسه، مثل اللون) والعوامل الخارجية (كل شيء آخر، بما في ذلك السعر والعلامة التجارية).

### العوامل الجوهرية
يُذكر أن المذاق والملمس هما عاملان هامان في اختيار الطعام، على الرغم من أن هذا قد لا يعكس سلوك المستهلك بدقة. يصف المستهلكون اللحوم بأنها «مطاطية» و«طرية» و«غنية». تعتبر اللحوم تقليديًا ذات مذاق جيد في المملكة المتحدة. يختبر الناس مذاق اللحم وملمسه بطرق مختلفة إلى حد كبير، مع اختلافات بين الأعمار والأجناس والثقافات. ربما تكون الطراوة أهم العوامل التي تؤثر على جودة تناول اللحوم، ومع عوامل أخرى كالنكهة وكونها غضة وعصارية.
المظهر البصري هو واحد من الدلالات الرئيسية التي يستخدمها المستهلكون لتقييم جودة اللحوم عند نقطة البيع، ولاختيار اللحوم. اللون هو واحد من أهم الخصائص في هذه الحالة. تدفع التقاليد الثقافية المختلفة المستهلكين إلى تفضيل ألوان مختلفة: تفضل بعض الدول لحم الخنزير الداكن نسبيًا عمومًا، وبعضها الفاتح، والبعض الآخر ليس لديه تفضيل واضح.
محتوى الدهون المرئية والمظهر الرخامي إشارات جوهرية مهمة للجودة أيضًا. يميل المستهلكون عمومًا إلى تفضيل لحم البقر ولحم الخنزير الأكثر طراوةً، على الرغم من وجود اختلافات كبيرة عبر المناطق الجغرافية. يعتبر المظهر الرخامي مهمًا لبعض المستهلكين دون غيرهم، ومثلما هو الحال بالنسبة للمحتوى الدهني عمومًا، فإن تفضيل المظهر الرخامي يختلف حسب المنطقة.

### العوامل الخارجية
السعر عامل خارجي مهم يمكن أن يؤثر على اختيارات المستهلكين بشأن اللحوم. قد تحث مخاوف المستهلكين بشأن الأسعار على الاختيار بين اللحوم المختلفة، أو تجنبها تمامًا.
المخاوف الصحية ذات صلة أيضًا بخيارات المستهلكين المتعلقة باللحوم. يمكن أن يؤثر الخطر المحتمل لتلوث الغذاء على مواقف المستهلكين تجاه اللحوم، مثلما حدث بعد المخاوف المرتبطة بمرض جنون البقر أو أنفلونزا الطيور. يمكن أن تؤثر عمليات سحب المنتجات المتعلقة بالسلامة على الطلب على اللحوم. ربما يقلل الناس أو يزيلون اللحوم من نظامهم الغذائي للحصول على فوائد صحية ملحوظة. تحفز الاعتبارات الصحية كلًا من أكلة اللحوم والنباتيين. يمكن أن تكون النظم الغذائية الخالية من اللحم لدى المراهقين وسيلة لإخفاء اضطرابات الأكل، على الرغم من أن الريجيم النباتي لا يزيد بالضرورة من خطر هذه الاضطرابات.
تشير الأبحاث إلى أن المستهلكين يميلون إلى تفضيل اللحوم التي يكون منشأها بلدهم على المنتجات المستوردة، ويرجع ذلك جزئيًا إلى حقيقة أن اللحوم المحلية تعتبر ذات جودة أعلى. قد يعكس هذا التأثير أيضًا النزعة العرقية أو الوطنية لدى المستهلكين. تختلف أهمية بلد منشأ اللحوم من بلد إلى آخر. 
يمكن أن تؤثر المعتقدات والمواقف المتعلقة بالاهتمامات البيئية والرعاية الحيوانية على استهلاك اللحوم. قد يكون المستهلكون في العالم المتقدم على استعداد لدفع مبالغ أكبر قليلًا لقاء إنتاج اللحوم وفقًا لمعايير أعلى لرعاية الحيوان، على الرغم من المخاوف المتعلقة بالرعاية والبيئة لكنها عادةً تعتبر أقل أهمية من السمات المرتبطة بشكل مباشر بجودة اللحوم، مثل المظهر. وجدت دراسة أجريت عام 2001 في اسكتلندا أنه على الرغم من اهتمام المشاركين برعاية الحيوانات عمومًا، فإنهم يعتبرون السعر والمظهر أكثر أهمية من الرعاية عند شراء اللحوم. وجدت دراسة للمستهلكين الهولنديين أن الاستجابات العقلانية والعاطفية للمخاوف البيئية وغيرها تؤثر على شراء اللحوم العضوية.
يمكن أيضًا أن تتأثر أنماط استهلاك اللحوم بعائلة الأفراد وأصدقائهم وتقاليدهم. وجدت دراسة عن أنماط الأكل البريطانية أن اللحوم غالبًا ما تكون مرتبطة بتقاليد غذائية إيجابية، مثل شواء الأحد. لا يشتري بعض المستهلكين إلا اللحوم التي تتوافق مع المواصفات الدينية، مثل اللحوم الحلال. أفيد بأن ثقة هؤلاء المستهلكين في منظمات ضمان الجودة، والعلاقات الفردية مع مزودي اللحوم، تؤثر تأثيرًا كبيرًا على سلوكهم الشرائي.
ومن المتوقع أن يكون للاتجاهات الحديثة في تربية الحيوانات، مثل التكنولوجيا الحيوية، والمزرعة الصناعية، وتربية الحيوانات الكثيفة من أجل نمو أسرع، أثر مستمر على تطور مواقف المستهلكين تجاه اللحوم.

## مفارقة اللحوم
سُمي أحد الأسئلة التي بحثت في علم نفس تناول اللحوم بمفارقة اللحوم: كيف يمكن للأفراد أن يهتموا بالحيوانات، ولكنهم يأكلونها أيضًا، يمكن أن ينشأ التنافر الداخلي إذا لم تتوافق معتقدات الناس وعواطفهم حول علاج الحيوانات مع سلوكهم في الأكل، على الرغم من أنه قد لا يُنظر إليه كصراع على المستوى الذاتي. يوفر هذا الصراع الظاهر المرتبط بممارسة غذائية شبه عالمية دراسة حالة مفيدة لمعرفة الطرق التي قد يغير بها الناس تفكيرهم الأخلاقي لتقليل الانزعاج المرتبط بالصراعات الأخلاقية.
يولد التنافر الذي ينشأ من مفارقة اللحوم حالة سلبية بين الأشخاص، والتي تحفز الفرد بعد ذلك على إيجاد الوسائل اللازمة لتخفيفها. تشير الدراسات الحديثة في هذا المجال إلى أنه يمكن للناس أن يسهلوا ممارساتهم المتعلقة بتناول اللحوم عن طريق وصف حيوانات اللحم بأنها أقل ذكاءً وقدرةً على المعاناة، والتفكير في هذه الحيوانات على أنها غير مشابهة للإنسان، وتقليل الاهتمام برعاية الحيوان وعدم المساواة الاجتماعية، وفصل منتجات اللحوم عن الحيوانات التي يأتون منها.

## المواقف المؤيدة للحوم
قد تكون الصراعات الأخلاقية بين الاستمتاع باللحوم ورعاية الحيوانات أقل صعوبة من خلال تبني مواقف إيجابية تجاه اللحوم. يميل الأشخاص الذين يفكرون في اللحوم على أنها آمنة ومغذية ومستدامة إلى تجربة أقل ازدواجية في تناولها. الإيمان الديني بالسيادة الإلهية على الحيوانات من الممكن أيضًا أن يبرر تناول اللحوم.
طلبت سلسلة من الدراسات التي نُشرت في عام 2015 من الطلاب الجامعيين الأميركيين والأستراليين الذين يتناولون اللحوم «ذكر ثلاثة أسباب تجعلك تعتقد أنه لا بأس في تناول اللحوم». قدم أكثر من 90% من المشاركين أسبابًا صنفها الباحثون كما يلي:
- يراعي تطور الإنسان أو آكلات اللحوم في الطبيعة (طبيعي).
- يراعي الأعراف الاجتماعية أو التاريخية (عادي).
- يراعي الضرورة الغذائية أو البيئية (ضروري).
- يعجب بطعم اللحم (لطيف).

وجد الباحثون أن هذه المبررات كانت فعالة في الحد من التوتر الأخلاقي المرتبط بمفارقة اللحوم.